# Femø
Femø es una isla de Dinamarca, situada al norte de Lolland. la isla ocupa una superficie de 11,38 km² y alberga una población de 154 habitantes (2005).